# Russenstein (Großkugel)

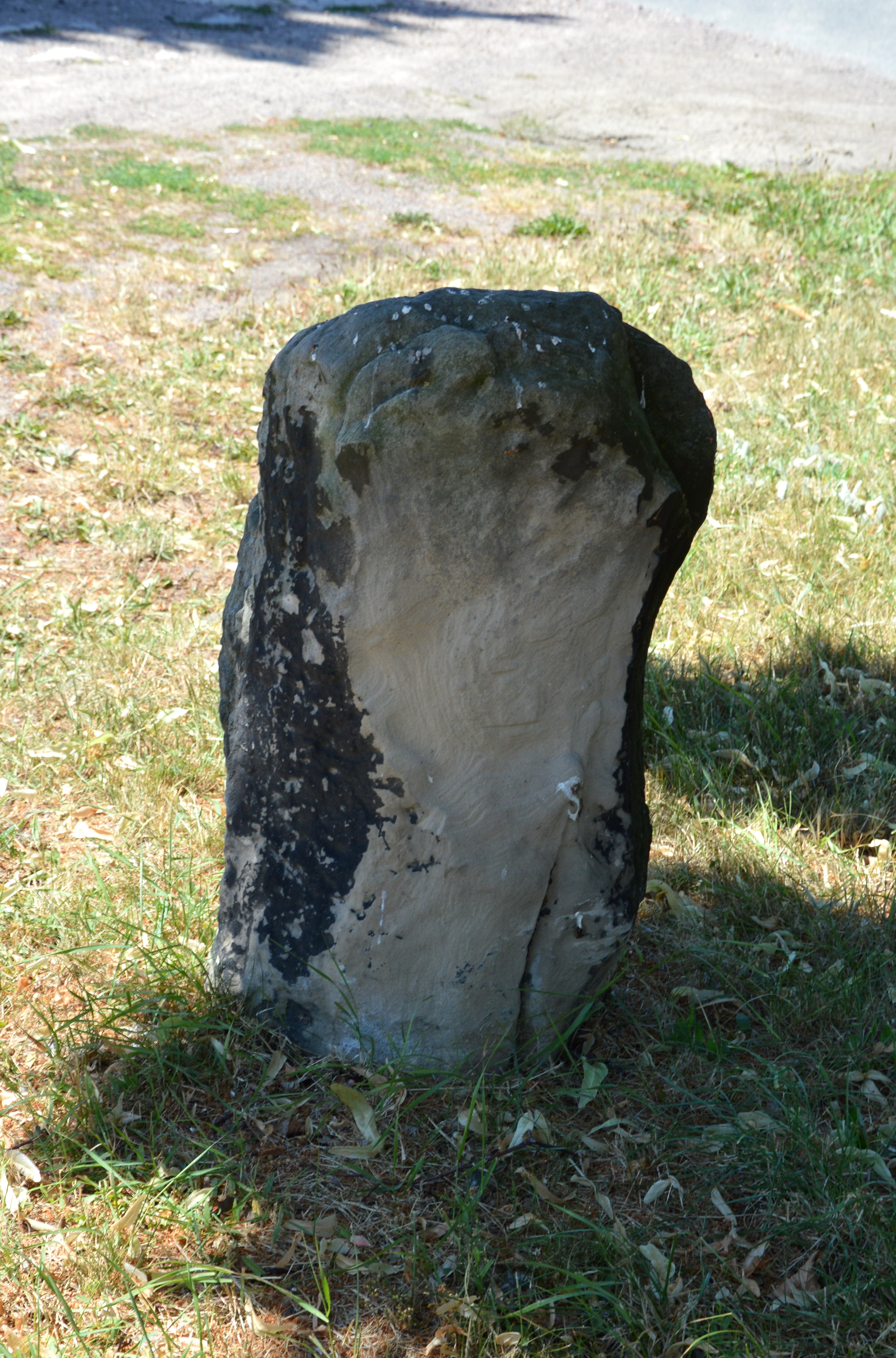
Russenstein

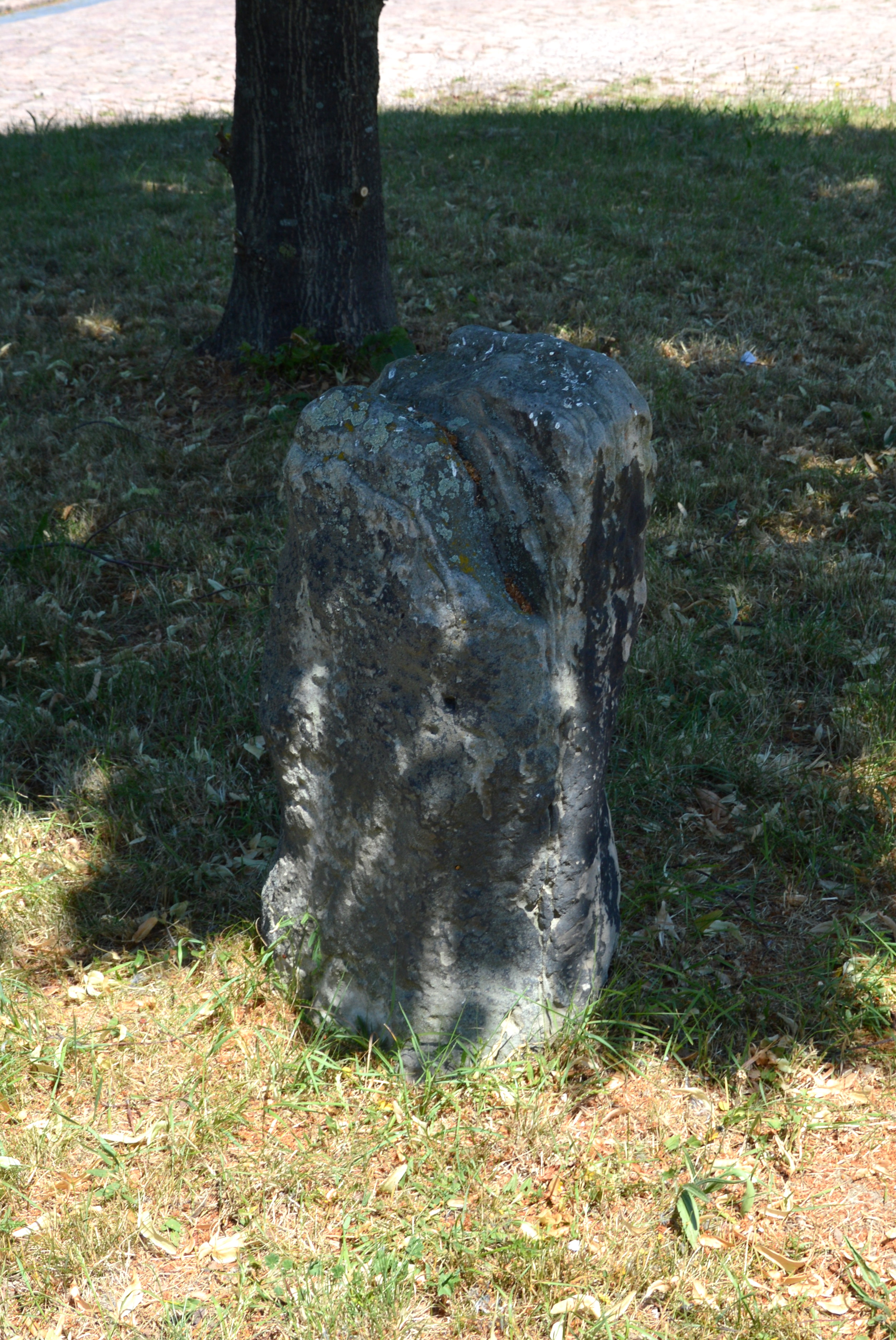
Andere Seite

Der Russenstein ist ein historisches Steinkreuz in Großkugel in Sachsen-Anhalt.

## Lage
Der Stein befindet sich am Ortsausgang von Großkugel auf einer kleinen Grünanlage am südlichen Ende der Neuen Straße an deren Einmündung auf die Straße An der B 6, die von Halle (Saale) nach Leipzig führt.

## Beschaffenheit
Das ursprünglich als parallelkantiges lateinisches Kreuzes geformte Steinkreuz hat eine Höhe von 77 Zentimetern bei einer Breite von 39 und einer Stärke von 27 Zentimetern. Die Arme des Kreuzes sind nicht mehr vorhanden und wurden vermutlich vor langer Zeit abgeschlagen. Die Ansätze der Kreuzarme sind allenfalls noch zu erahnen. Am Kreuz und insbesondere am Kopf des Kreuzes sind deutliche Verwitterungsspuren zu erkennen.

## Geschichte
Das Kreuz stammt aus dem 15. Jahrhundert und ist aus Sandstein gefertigt. Vermutlich befand es sich ursprünglich weiter südlich, auf der Südseite der Fernverkehrsstraße von Halle nach Leipzig. Die Flur am dortigen Chausseehaus gehört zur Gemarkung Röglitz und heißt Die Kreuzhalben Hufen. Der Name dürfte auf das Steinkreuz zurückgehen. Die Herkunft des Namens Russenstein für das Steinkreuz ist unklar. Es gibt eine Erzählung, die von hier beigesetzten, im Krieg gefallenen Russen berichtet.
Eine urkundliche Erwähnung des Kreuzes stammt aus dem Jahr 1558. In einem Vertrag zwischen dem Magdeburger Erzbischof und dem Kurfürsten von Sachsen wird das Straßengeleit zwischen Leipzig und Halle geregelt. Dem Kurfürsten stand das Geleit von Leipzig über Schkeuditz bis zum Kruzifix südlich des Dorfes Großkugel zu. Von da ab begann das magdeburgische Geleit. Es ist davon auszugehen, dass zu diesem Zeitpunkt neben dem Steinkreuz auch ein Bildstock mit Kruzifix stand. Ein Bericht des Heimatforschers Siegmar von Schultze-Galléras, der das Kreuz an der Gemarkungsgrenze zwischen Großkugel und Schkeuditz verortet, dürfte versehentlich unrichtig sein.